# Alex Posthuma
Alex Posthuma (Sneek, 21 augustus 1944 – Zuidhorn, 28 maart 2010) was een Nederlands volleyballer. In de jaren '70 speelde hij in de Eredivisie voor de vereniging Lycurgus uit Groningen.
Na zijn carrière als speler was Posthuma actief als trainer. Na afronding van zijn studie lichamelijke opvoeding werkte hij in het onderwijs. Uiteindelijk werd hij directeur van het Alfa College in Groningen. Na zijn pensionering in 2007 werd hij voorzitter van de Stichting Topvolleybal Groningen, die de belangen behartigt van de twee topteams van Lycurgus. Onder zijn voorzitterschap debuteerde het herenteam op Europees niveau in de CEV Challenge Cup. Ook verhuisde de vereniging van Sporthal Selwerd naar de sporthal bij het Alfa College.
In 2009 werd bij hem een ernstige ziekte geconstateerd, waarop hij in januari 2010 zijn voorzitterschap van de STG neerlegde. Hij overleed in maart van hetzelfde jaar.